# Pierre Antoine Muraccioli

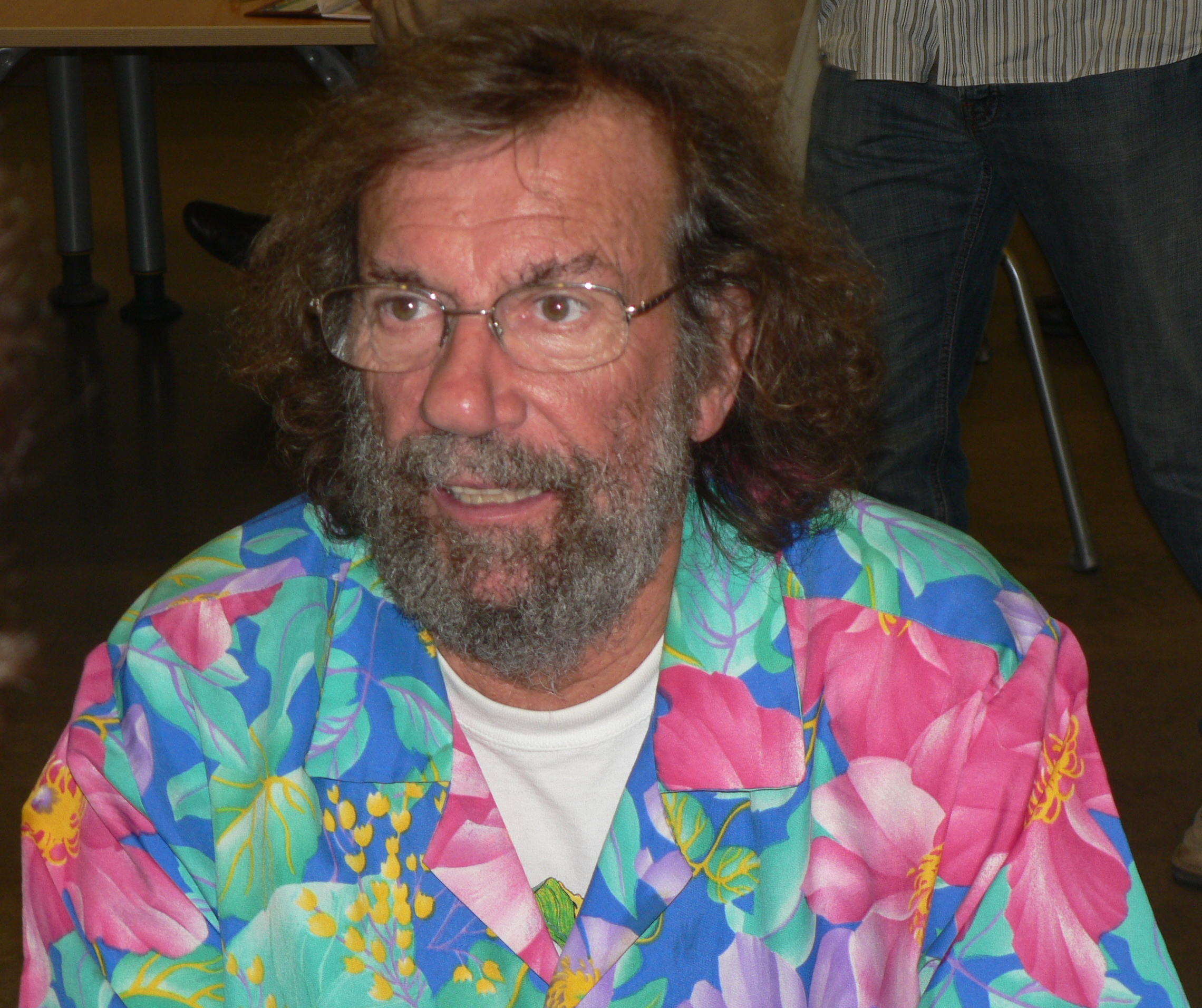

Pierre Antoine Muraccioli (* 4. Juni 1944 in Atamatavia, Madagaskar)  ist ein französischer Sänger. Er trägt den Künstlernamen Antoine.

## Leben
Nach einer Ausbildung bis zum Bauingenieur an der renommierten École Centrale Paris (Abschluss 1966) arbeitete er als Architekt für das französische Bauministerium. In den 1960er Jahren begann er mit dem Singen und trat danach im Zuge der Hippiebewegung mit langen Haaren und Blumenhemden auf. Seine Texte waren kritischer Natur und sollten auf Missstände hinweisen. In Frankreich sorgte 1966 das Album Les Elucubrations für Aufsehen, in dem  Antoine „langes Haar“ propagierte. Kurz darauf reagierte der französische  Sänger Johnny Hallyday mit dem Titel  Cheveux longs, idées courtes (‚Langes Haar, kurzer Verstand‘), was die Jugendkultur jener Zeit polarisierte.

## Lieder
Erfolgreich war Antoine vor allem als Sänger von Schlagern und Protestsongs, die er auch in englischen, italienischen und deutschen Versionen vortrug. Bekannte Songs waren unter anderem:
- „Pourquoi, pourquoi ces canons“
- „Et Moi et Moi et Moi“
- „Pietre“
- „Un Éléphant Me Regarde“
- „La Tramonata“
- „Taxi“
- „Ra-ta-ta“
- „Qu'est-ce que tu as mis dans le Café“
- „Pop Corn“

In Deutschland wurde er bekannt mit dem Lied: „Hallo, bonjour, salut“, Ai, Ai, Ai, ist das ein Leben und Regen fällt auf unsere Stadt.